# Kanion Fish River

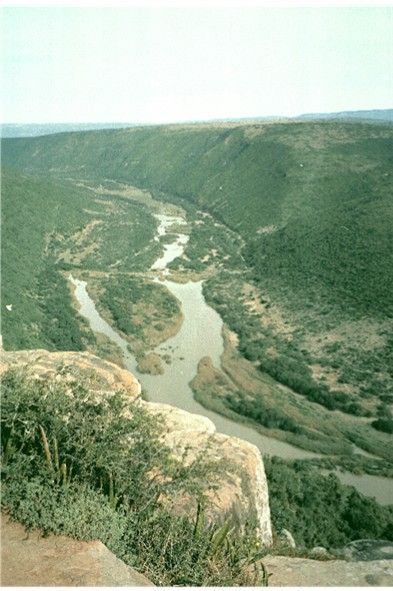
Wielki Kanion Fish River

Kanion Fish River znajduje się w Namibii w południowej Afryce.
Jest to jeden z największych kanionów na świecie, jak i drugą z najczęściej odwiedzanych atrakcji Namibii. Gigantyczny wąwóz ma długość 160 km oraz szerokość do 27 km i głębokość do 550 metrów. Jego powierzchnia została ukształtowana przez ponad 650 milionów lat przez siły natury.
Fish River jest najdłuższą rzeką wewnętrzną Namibii, ale obecnie rzeka ta jest częściowo wyschnięta. Wcina się głęboko w płaskowyż, który jest dziś suchy, kamienisty i rzadko porośnięty roślinami z rodziny kaktusowatych odpornymi na suszę. Jest to rzeka okresowa, która zazwyczaj przybiera w okresie lata, lecz w porze suchej tworzy łańcuch rozlewisk pośród piaszczystego terenu z rzadka usianego skałami. W dolnej części kanionu znajdują się gorące źródła Ai-Asi, które tworzą oazę w skalnych pustkowiach. Ogólnodostępne punkty widokowe można znaleźć niedaleko Hobas, 70 km na północ od Ai-Asi.